# CEFL Cup 2013
La CEFL Cup 2013 è stata la prima edizione dell'omonimo torneo di football americano organizzato dalla Central European Football League.
Si sarebbe dovuta disputare in un confronto di andata e ritorno fra le due partecipanti, ma la partita di ritorno non ebbe luogo.

## Squadre partecipanti
| Club                  | Città    | Stadio | Sponsor ufficiale |
| --------------------- | -------- | ------ | ----------------- |
| Belgrade Blue Dragons | Belgrado |        |                   |
| Cineplexx Blue Devils | Hohenems |        |                   |

## Finale CEFL Cup I
| Belgrado 16 marzo 2013 | Belgrade Blue Dragons | 26 – 49 | Cineplexx Blue Devils |  |

## Verdetti
- Cineplexx Blue Devils Vincitori della CEFL Cup 2013